# Lista över borgmästare i Malmö
Detta är en lista över staden Malmös borgmästare.

## Borgmästare i Malmö
Borgmästare i Malmö stad före 1971.

### Justitieborgmästare
| Ämbetstid | Namn                        | Levnadstid | Övrigt |
| --------- | --------------------------- | ---------- | --- |
|           | Niels Jörgensen             |            | Skall varit Malmös absolut förste borgmästare. Verkade under åren när S:t Petri kyrka invigdes början på 1300-talet. Gift med jungfru Ane. Fadern en Jörgen fiskare. Anes fader en Jörgen Spend som var en förmögen man. Fädrarna bodde i nedre och övre Malmö respektive. |
|           | Anders Mortensen            | död 1419   | |
|           | Hans Mikkelsen              | död 1532   | |
|           | Jörgen Kock                 | 1487–1556  | |
| 1629–1649 | Söfren Christensen          | död 1649   | |
|           | Daniel Faxell               | 1634–1705  | |
| 1710–1726 | Johan Lorich                | 1664–1726  | |
| 1712–1724 | Jacob Montell               | 1677–1724  | |
| 1724–1734 | Jöns Stobæus                | 1667–1734  | |
| 1734–1761 | Anton Borg                  | 1693–1761  | Anton Borg avled den 3 mars 1761. Han var även vice Ålderman i S:t Knutsgillet i Malmö. |
| 1761–1767 | Henric Falkman              | 1701–1767  | Falkman blev vald med majoritetsröster (29 stycken) den 29 april 1761. Han åtog sig även Vice Åldermanssysslan i S:t Knutsgillet efter Borg. |
| 1768-1803 | Carl Fredrik Widegren       | 1735–1803  | Juris Doktor, Ledamot i Kungens högsta domstol på ofrälse ståndsidan, Riddare av Kungliga Wasaorden, lagman. Avled 15 april 1803, 68 år. |
| 1805–1818 | Carl Magnus Nordlindh       | 1768–1825  | |
| 1818–1846 | Hans Aron Falkman           | 1776–1846  | |
| 1846–1851 | Carl Christian Halling      | 1790–1851  | |
| 1852–1876 | Jacob Malmborg              | 1801–1876  | |
| 1876–1903 | Olof Ahlström               | 1833–1903  | |
| 1904–1918 | Wilhelm Skytte              | 1849–1931  | |
| 1918–1925 | Hans Brodin                 | 1862–1925  | |
| 1925–1941 | William Linder              | 1876–1951  | |
| 1941–1966 | Thomas Munck af Rosenschöld | 1899–1991  | |
| 1967–1970 | Johan Björling              | 1913–1991  | |

### Politieborgmästare
| Ämbetstid | Namn                     | Levnadstid | Övrigt |
| --------- | ------------------------ | ---------- | --- |
| 1726–1762 | Josias Hegardt           | 1683–1762  | |
| 1763-1767 | Lars Engeström           |            | Var tidigare Rådman i Malmö. Val förrättades 22 september 1762 där Engeström fick flest röster. Nya ämbetssysslan invigd 27 januari 1763. |
| 1767-1769 | Peter Hagström           | 1702--1769 | Var tidigare Rådman i Malmö. Avled innan mars 1769 då ett nytt val hölls.                                                                 |
| 1770–1798 | Georg Reinhold Dahlström | 1740–1798  | Tidigare notarie i Göta Hovrätt. Dahlström blev befordrad till Politie borgmästare 5 december 1769 av kungen.                             |
| 1793–1795 | Henric Falkman           | 1734–1809  | |
| 1819–1843 | Johan Kiellander         | 1770–1843  | |